# رالف شوماخر
رالف شوماخر (انگلیسی: Ralf Schumacher؛ زاده ۳۰ ژوئن ۱۹۷۵) یک ورزشکار اهل آلمان است.